# Bryales
Bryales er en orden af mosser. Den omfatter syv familier, hvoraf tre er repræsenteret i Danmark. Mosserne i denne orden er akrokarpe med lang seta og dobbelt peristom.
| Danske familier |

- Bryaceae
- Catoscopiaceae
- Mniaceae

| Øvrige familier |

- Leptostomataceae
- Phyllodrepaniaceae
- Pseudoditrichaceae
- Pulchrinodaceae